# Bahnhof Shōnandai
Der Bahnhof Shōnandai (jap. 湘南台駅, Shōnandai-eki) ist ein Bahnhof auf der japanischen Insel Honshū. Er befindet sich in der Präfektur Kanagawa auf dem Gebiet der Stadt Fujisawa und ist ein bedeutender Verkehrsknotenpunkt. Hier treffen zwei Eisenbahnstrecken und eine Linie der U-Bahn Yokohama aufeinander.

## Verbindungen
Shōnandai ist ein Kreuzungsbahnhof, an dem sich drei Linien auf unterschiedlichen Ebenen kreuzen. Einerseits liegt er an der Odakyū Enoshima-Linie der Bahngesellschaft Odakyū Dentetsu, andererseits enden hier die Sōtetsu Izumino-Linie der Sagami Tetsudō und die Blaue Linie der U-Bahn Yokohama. Vom Verkehrsaufkommen her ist die Enoshima-Linie die bedeutendste; sie zählt mehr Fahrgäste als die beiden anderen Linien zusammen.
Auf der Enoshima-Linie halten hier sämtliche Eilzüge der Zuggattungen Express und Rapid Express, die ab Shinjuku im Zentrum Tokios verkehren und zusammen einen angenäherten 20-Minuten-Takt bilden. An Werktagen ist Fujisawa die Endstation, an Wochenenden und Feiertagen fahren fast alle Eilzüge weiter bis nach Katase-Enoshima. Die Nahverkehrszüge fahren im Zehn-Minuten-Takt und sind überwiegend auf die Verbindung zwischen Sagami-Ōno und Katase-Enoshima beschränkt (die nördliche Endstation einzelner Züge ist Machida). Auf der Izumino-Linie gibt es neben Nahverkehrszügen die Eilzüge Rapid und Limited Express. Mit Ausnahme einiger Züge in den Randstunden fahren alle über die nominelle Endstation Futamatagawa hinaus nach Yokohama. Tagsüber verkehren insgesamt sechs Züge je Stunde, während der Hauptverkehrszeit bis zu zwölf Züge je Stunde.
Shōnandai ist der einzige außerhalb von Yokohama gelegene Bahnhof der vom Verkehrsamt der Stadt Yokohama betriebenen U-Bahn Yokohama sowie die südliche Endstation der Blauen Linie. Züge verkehren von 5:30 Uhr bis 0:30 Uhr, tagsüber achtmal je Stunde und während der Hauptverkehrszeit bis zu 13 Mal je Stunde. Sowohl auf dem westlichen als auch auf dem östlichen Bahnhofsvorplatz gibt es einen Busbahnhof. Hier verkehren zwei Dutzend Linien der Gesellschaft Kanagawa Chūō Kōtsū.

## Anlage
Der Turmbahnhof steht in der Mitte des gleichnamigen Stadtteils, umgeben von einem Geschäftsviertel mit Supermärkten, Kulturzentren und dem Museum des Fahrzeugherstellers Isuzu. Etwa zweieinhalb Kilometer weiter westlich befindet sich der Shōnan-Fujisawa-Campus der Keiō-Universität. Von Norden nach Süden ausgerichtet ist der oberirdische Durchgangsbahnhof der Odakyū Enoshima-Linie. Er besitzt zwei Gleise an zwei vollständig überdachten Seitenbahnsteigen. Von diesen gelangt man einerseits ebenerdig zu den beidseits gelegenen Bahnhofsvorplätzen, andererseits hinunter zur Verteilerebene im ersten Untergeschoss. Sie ist 25 Meter breit und enthält mehrere Läden (es existiert kein Empfangsgebäude im eigentlichen Sinne). Da sie gleichzeitig als Fußgängerunterführung dient, ist sie rund um die Uhr zugänglich. Unter dem östlichen Ende der Verteilerebene angeordnet ist im zweiten Untergeschoss der Endbahnhof der U-Bahn. Er umfasst zwei Gleise an einem Mittelbahnsteig mit Bahnsteigtüren. Der Tunnelbahnhof der Sōtetsu Izumino-Linie befindet sich unter dem westlichen Ende der Verteilerebene im dritten Untergeschoss. Auch dieser besitzt zwei Gleise an einem Mittelbahnsteig, jedoch keine Bahnsteigtüren.
Im Fiskaljahr 2019 nutzten durchschnittlich 168.796 Fahrgäste täglich den Bahnhof. Davon entfielen 92.076 auf die Odakyū Dentetsu, 28.697 auf die Sagami Tetsudō und 48.023 auf die U-Bahn.

## Bilder

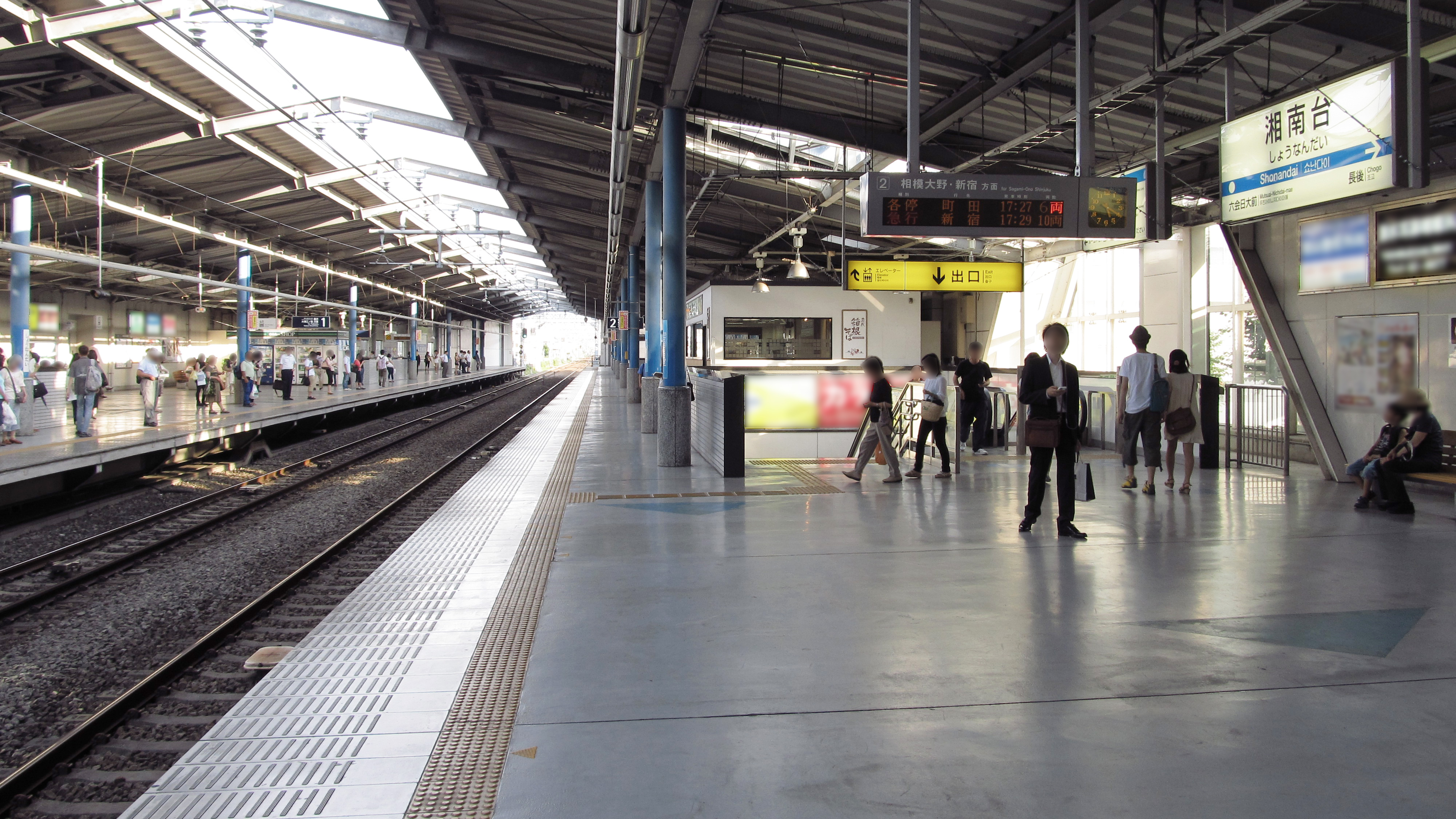
Bahnsteige der Odakyū Dentetsu
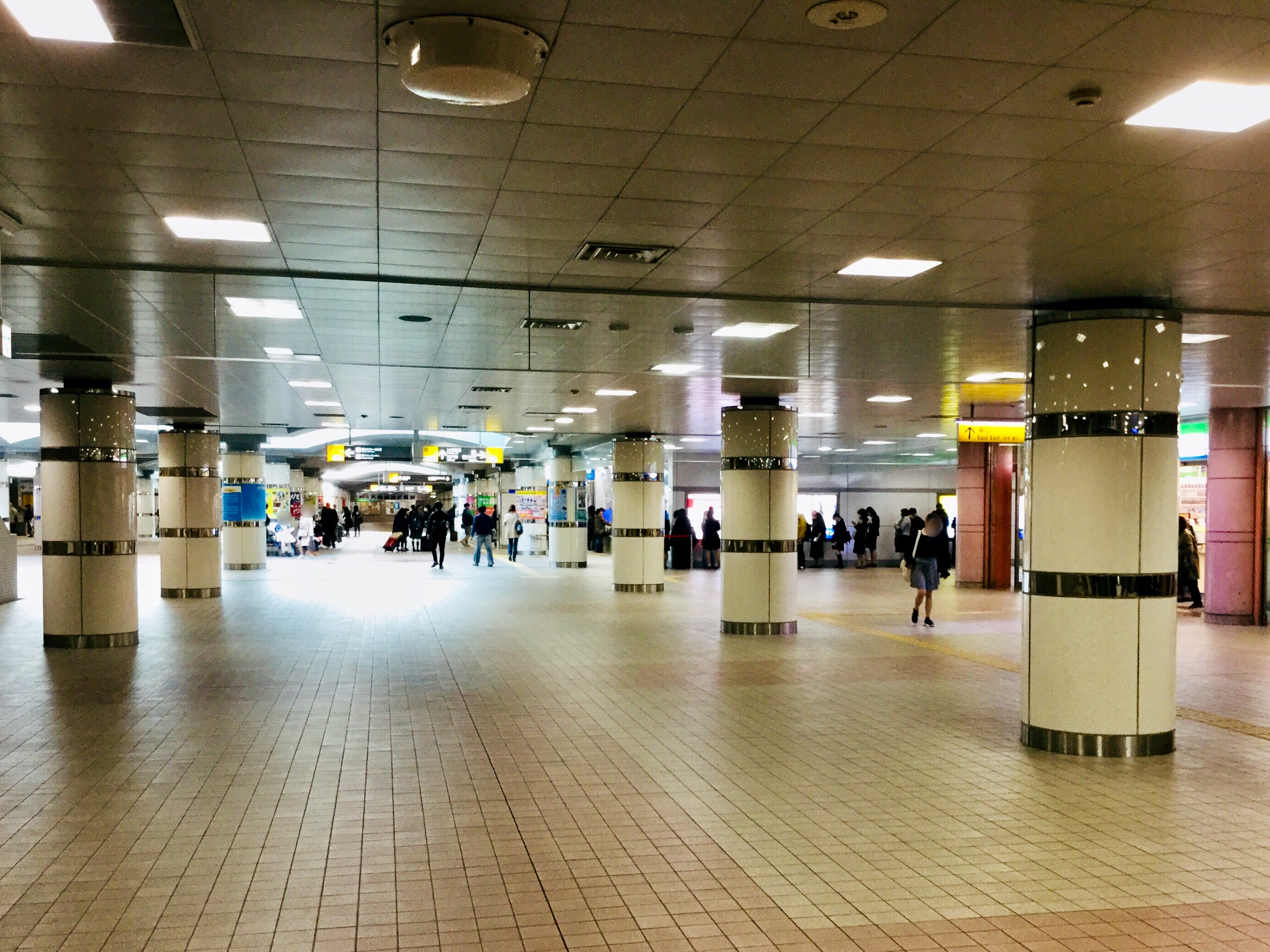
Verteilerebene
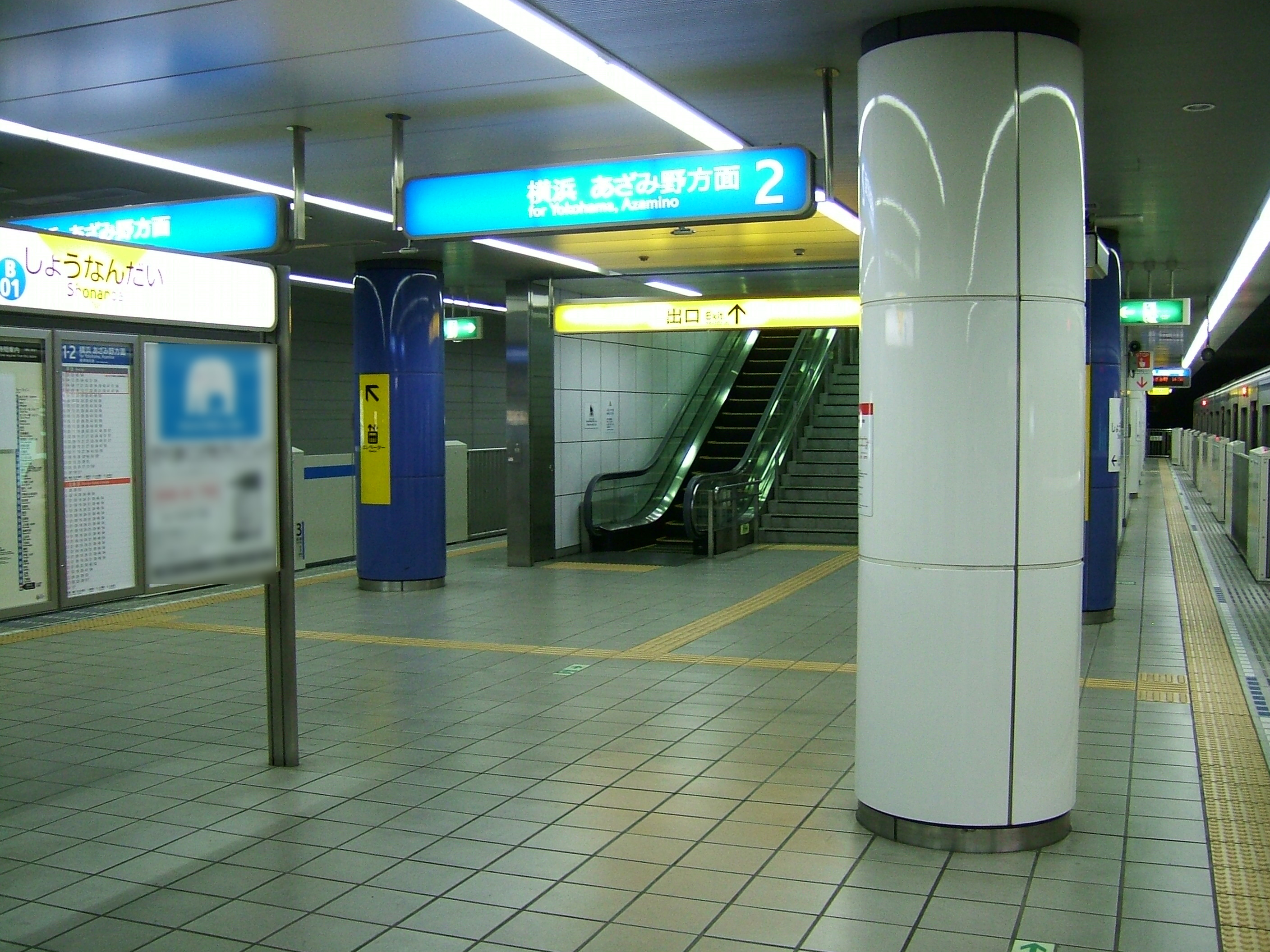
U-Bahnhof
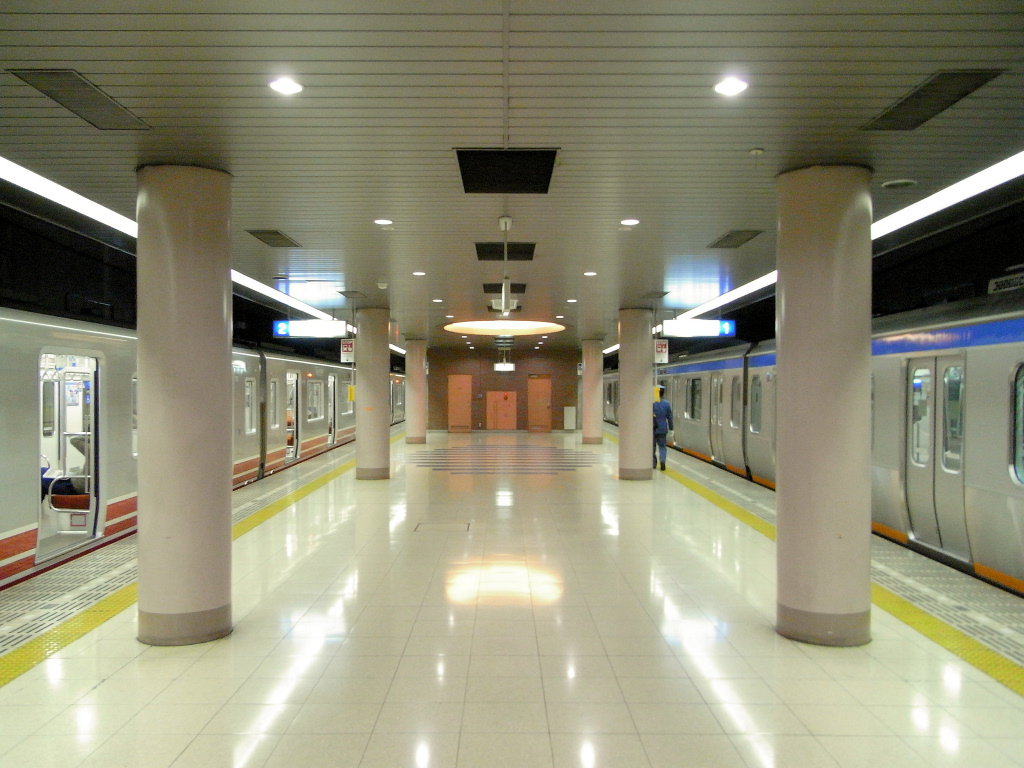
Bahnsteig der Sagami Tetsudō
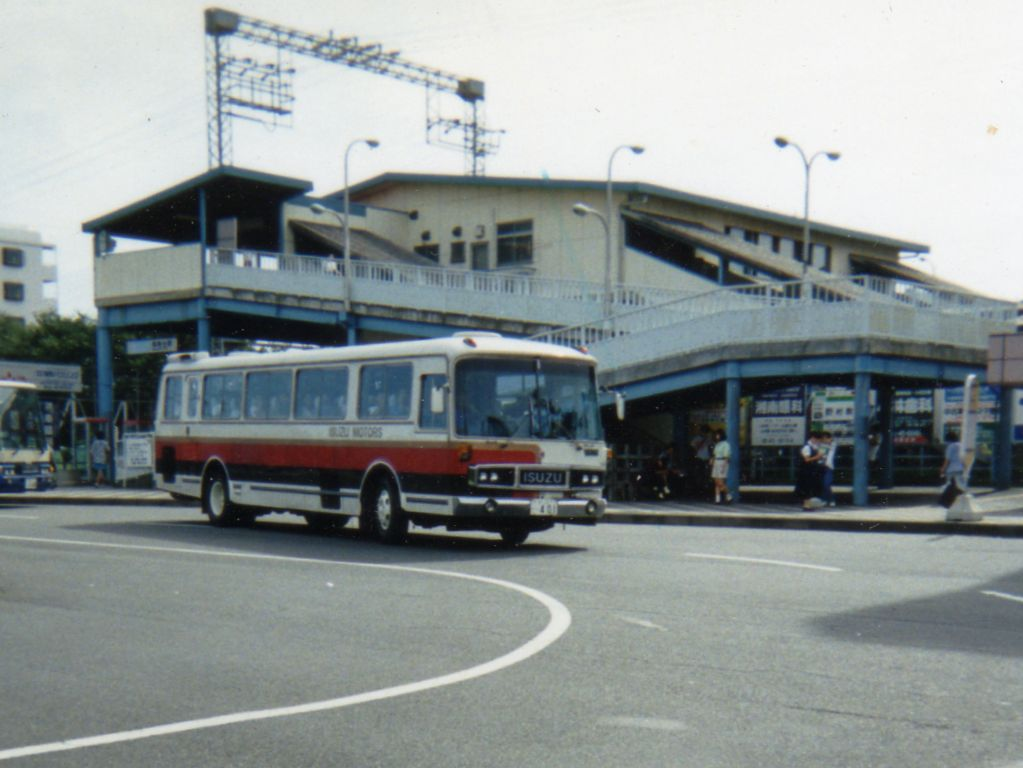
Ostausgang während des Bahnhofumbaus; der Bus fährt vom und zum Isuzu-Werk (1988)

## Gleise
Odakyū Dentetsu
| 1 | ▉ Odakyū Enoshima-Linie | Fujisawa • Katase-Enoshima                             |
| 2 | ▉ Odakyū Odawara-Linie  | Sagami-Ōno • Shin-Yurigaoka • Yoyogi-Uehara • Shinjuku |

Sagami Tetsudō
| 1/2 | ▉ Sōtetsu Izumino-Linie | Futamatagawa • Yokohama • Shinjuku |

U-Bahn
| 1/2 | ▉ Blaue Linie | Totsuka • Yokohama • Shin-Yokohama • Azamino |

## Linien
| Verlauf der Odakyū Enoshima-Linie |
| --- |
| Sagami-Ōno • Higashi-Rinkan • Chūō-Rinkan • Minami-Rinkan • Tsuruma • Yamato • Sakuragaoka • Kōza-Shibuya • Chōgo • Shōnandai • Mutsuai-Nichidai-mae • Zengyō • Fujisawa-Hommachi • Fujisawa • Hon-Kugenuma • Kugenuma-Kaigan • Katase-Enoshima |

## Geschichte
Ab 1957 trieben die Behörden von Fujisawa ein ambitioniertes Städtebauprojekt voran, das die Nutzung großer Flächen auf dem Sagamino-Plateau im Norden des Stadtgebiets vorsah. Geplant waren ausgedehnte Wohnviertel mit Aussicht auf die Sagami-Bucht und Industriegebiete, darunter ein Isuzu-Werk. Zentrum des zu bauenden Stadtteils sollte ein neuer Bahnhof an der seit 1929 bestehenden Odakyū Enoshima-Linie sein. Die Umsetzung der Planungen begann 1964 und dauerte zwanzig Jahre. Am 7. November 1966 eröffnete die Bahngesellschaft Odakyū Dentetsu den Bahnhof Shōnandai, dessen Umgebung von einer verdichteten Bauweise geprägt ist. Der Stadtteil hieß zunächst zwei Jahrzehnte lang Engyō, wurde aber 1984 in Shōnandai umbenannt, da der Name des Bahnhofs mittlerweile viel bekannter war.
Nachdem die Keiō-Universität im Jahr 1990 am westlichen Rand des Stadtteils den neuen Campus eröffnet hatte, begannen die Fahrgastfrequenzen stark anzusteigen. Im August 1991 unterschrieben die Stadt Fujisawa, die Odakyū Dentetsu, die Sagami Tetsudō und das Verkehrsamt der Stadt Yokohama eine Vereinbarung über den Ausbau des Bahnhofs zu einer Verkehrsdrehscheibe mit drei Bahnlinien. Am 10. März 1999 verlängerte die Sagami Tetsudō die Sōtetsu Izumino-Linie von Izumi-chūō nach Shōnandai, wobei am selben Tag auch der erste Teil der unterirdischen Verteilerebene in Betrieb ging. Am 29. August desselben Jahres folgte die Verlängerung der Blauen Linie von Totsuka her, womit der Bahnhof einen U-Bahn-Anschluss erhielt. Der umgebaute Odakyū-Bahnhofteil konnte ab 10. Oktober 1999 genutzt werden, woraufhin der alte Reiterbahnhof abgerissen wurde. Mit der Inbetriebnahme des unterirdischen Parkhauses war das Projekt am 25. April 2000 abgeschlossen. Es bestehen Pläne, die Izumino-Linie von Shōnandai nach Hiratsuka zu verlängern; das Vorhaben soll bis 2030 umgesetzt werden.